# 다키노미야역
다키노미야역(일본어: 滝宮駅)은 일본 가가와현 아야우타군 아야가와정에 위치한 다카마쓰코토히라 전기철도 고토히라 선의 철도역이다. 상대식 승강장 2면 2선의 구조를 갖춘 지상역이다.

## 타는 곳
| 1    | ■ 고토히라 선 | 상행                           | 가와라마치 · 다카마쓰칫코 방면 |  |
| 1    | ■ 고토히라 선 | 하행                           | 고토덴코토히라 방면            |  |
| 2    | ■ 고토히라 선 | 하행                           | 고토덴코토히라 방면            |  |
| 상행 | ■ 고토히라 선 | 가와라마치 · 다카마쓰칫코 방면 | 환승만                         |  |

## 이용 현황
| 승차 인원 추이 | 승차 인원 추이 |
| 연도           | 1일 평균       |
| -------------- | -------------- |
| 2011           | 1,317          |
| 2012           | 1,307          |
| 2013           | 1,167          |
| 2014           | 647            |
| 2015           | 624            |

## 역 주변
- 국도 제32호선
- 가가와 현도 183호 아야가와코쿠분지 선
- 가가와 현도 184호 아야가와후추 선
- 가가와 현도 282호 다카마쓰코토히라 선
- 아야가와 정청
- 다키노미야 종합 병원
- 다키노미야텐만구

## 인접 역
| 다카마쓰코토히라 전기철도 고토히라 선 | 다카마쓰코토히라 전기철도 고토히라 선 | 다카마쓰코토히라 전기철도 고토히라 선 |
| ------------------------------------- | ------------------------------------- | ------------------------------------- |
| K 14 아야가와 다카마쓰칫코 방면       | ■ 고토히라 선                         | 하유카 K 16 고토덴코토히라 방면       |